# Manuel Olmedo
Manuel Olmedo Villar (Siviglia, 17 maggio 1983) è un mezzofondista spagnolo.

## Palmarès
| Anno | Manifestazione    | Sede        | Evento       | Risultato  | Prestazione | Note |
| ---- | ----------------- | ----------- | ------------ | ---------- | ----------- | ---- |
| 2000 | Mondiali juniores | Santiago    | 800 m piani  | Batteria   | 1'51"65     |      |
| 2002 | Europei indoor    | Vienna      | 800 m piani  | Batteria   | 1'51"95     |      |
| 2002 | Mondiali juniores | Kingston    | 800 m piani  | 8º         | 1'56"73     |      |
| 2003 | Europei under 23  | Bydgoszcz   | 800 m piani  | Bronzo     | 1'46"83     |      |
| 2003 | Mondiali          | Saint-Denis | 800 m piani  | Batteria   | 1'47"98     |      |
| 2004 | Giochi olimpici   | Atene       | 800 m piani  | Batteria   | 1'47"71     |      |
| 2005 | Europei under 23  | Erfurt      | 800 m piani  | Argento    | 1'51"47     |      |
| 2006 | Europei           | Göteborg    | 800 m piani  | Semifinale | 1'49"37     |      |
| 2007 | Europei indoor    | Birmingham  | 800 m piani  | Batteria   | 1'54"54     |      |
| 2007 | Mondiali          | Osaka       | 800 m piani  | Semifinale | 1'45"61     |      |
| 2008 | Mondiali indoor   | Valencia    | 800 m piani  | Semifinale | 1'48"90     |      |
| 2008 | Giochi olimpici   | Pechino     | 800 m piani  | Semifinale | 1'45"91     |      |
| 2009 | Europei indoor    | Torino      | 800 m piani  | 5º         | 1'49"77     |      |
| 2009 | Mondiali          | Berlino     | 800 m piani  | Batteria   | dnf         |      |
| 2010 | Europei           | Barcellona  | 1500 m piani | Bronzo     | 3'43"54     |      |
| 2011 | Europei indoor    | Parigi      | 1500 m piani | Oro        | 3'41"03     |      |
| 2011 | Mondiali          | Taegu       | 1500 m piani | 4º         | 3'36"33     |      |
| 2014 | Europei           | Zurigo      | 1500 m piani | Batteria   | 3'40"48     |      |
| 2016 | Mondiali indoor   | Portland    | 1500 m piani | Batteria   | dnf         |      |

## Altre competizioni internazionali
2007
- 6º alla World Athletics Final ( Stoccarda), 800 m piani - 1'47"06